# Dana-Gletscher (Washington)
Der Dana-Gletscher liegt im Wenatchee National Forest im US-Bundesstaat Washington, etwa 0,5 mi (1 km) westlich des Dome Peak. Er fließt über eine Strecke von etwa 1,6 Kilometern allgemein nordwärts. Ein Gebirgsgrat teilt den Gletscher in zwei Teile, während weitere Grate ihn vom Chickamin-Gletscher im Osten und vom Dome Glacier im Süden trennen. Der Dana-Gletscher fließt von etwa 8.000 ft (2.438 m) bis auf etwa 6.000 ft (1.829 m) Höhe herab.